# Cloud 9 (comics)
Pour les articles homonymes, voir Cloud 9.
7e Ciel (Cloud 9) est une super-héroïne appartenant à l’univers de Marvel Comics. Elle est apparue pour la première fois dans Avengers: the Initiative #1.

## Origines
De son vrai nom Abigail Boylen, elle rencontre Michael Van Patrick sur le projet Initiative où, apparemment, elle attire l’attention du jeune homme. Ils n'auront pourtant pas l'occasion d'aller plus loin car Michael décèdera un peu plus tard. 
Lorsqu'un des clones de Michael devient fou et dérobe le Tactigon, 7e Ciel, accompagnée de Hardball et de Komodo, part à la recherche du premier clone de MVP afin de neutraliser le meurtrier, Kia.
Après être parvenue à vaincre Kia, 7e ciel est envoyée dans l'équipe Initiative du Montana, la Freedom Force

## Pouvoirs
Elle a apparemment la capacité de générer des gaz presque solides ressemblant à des nuages et de les contrôler à sa guise, s'en servant comme moyen de transport entre autres.